# فرودگاه تخماق
فرودگاه تخماق (به لاتین: Tokmok Airport) یک فرودگاه در قرقیزستان است که در شهرستان چوی واقع شده‌است.